# Ganghi
Ganghi est un village du Cameroun situé sur la route nationale 1 dans le département du Mbéré et la région de l'Adamaoua. Il fait partie de la commune de Meiganga.

## Population
Lors du recensement de 2005, le village était habité par 1720 personnes, 827 de sexe masculin et 893 de sexe féminin.

## Services publics

### Électricité
Ganghi dispose de l'électricité produite par le barrage hydroélectrique de Lagdo, étant desservi par une ligne de moyenne tension qui part de Ngaoundéré jusqu'à Lokoti (via la ville de Meiganga). Les autres villages desservis par la même ligne sont Lokoti, Dankali, Meidougou, Nandéké, Gunbela, Garga-Limbona, Gboutou, Babongo, et Mboulaï.